# Cecilianisme
El cecilianisme o moviment cecilià (nom derivat de santa Cecília, patrona catòlica dels músics) va ser un moviment musical nascut a la fi del segle xix en el si de l'Església Catòlica i amb vigència, aproximadament, fins a la segona dècada del segle xx. Els músics i teòrics cecilianistes van reaccionar contra els excessos de la música sacra romàntica (a la qual es jutjava d'excessivament operística, com succeïa amb les obres de Franz Liszt o Anton Bruckner) i van reivindicar la interpretació en la litúrgia del cant gregorià i de les obres dels grans polifonistes del Renaixement com Giovanni Pierluigi da Palestrina, Orlando di Lasso o Tomás Luis de Victoria, models que proposaven també als compositors contemporanis de música sacra per a inspirar les seues noves obres, el propòsit de les quals era també cercar la participació de l'assemblea de fidels en la litúrgia per mitjà del cant (per aquesta raó, es van fundar en aquests moments nombroses «Scholae cantorum» en les parròquies).
El moviment cecilià de la reforma eclesiàstica es va centrar en Itàlia, però va rebre un impuls significatiu a  Regensburg (Ratisbona) a Alemanya, on Franz Xaver Haberl tenia una Kirchenmusikschule (escola de música religiosa) de renom mundial. Haberl també va ser el director de cor de la catedral a Ratisbona, on va dirigir un cor molt especialitzat en la polifonia i la cançó). També destacà Franz Xaver Witt.

## El moviment a Itàlia
El moviment cecilianista tingué especial importància a Itàlia, el representant més prestigiós i influent del qual va ser Lorenzo Perosi, encara que es considera que el veritable iniciador d'aquest moviment de renovació va ser Vincenzo Petrali, Giovanni Tebaldini (l'organista predecessor de Perosi a la Basílica de Sant Marc de Venècia). Altres importants defensors del cecilianisme a Itàlia van ser Raffaele Casimiri, Oreste Ravanello, Federico Caudana (organista i mestre de capella de la catedral de Cremona), Raffaele Manari, Luigi Bottazzo, Marco Enrico Bossi i Filippo Capocci (mestre de capella de la basílica de Sant Joan del Laterà de Roma).